# Осми конгрес на Съюза на македонските емигрантски организации
Осмият извънреден конгрес на Съюза на македонските емигрантски организации е проведен между 24 и 27 ноември 1929 година в София.

## История
До свикването на извънреден конгрес се стига след оставките на Наум Якимов, Иван Хаджов и Борис Антонов от Националния комитет на македонските братства в началото на ноември 1929 година. Повод за тях са поредицата от междуособни убийства в македонското движение през същата година.
В присъствието на 456 делегати се избира ново ръководство в състав Константин Д. Станишев (председател), Велко Думев (подпредседател), Георги Кондов (подпредседател),  Васил Василев (секретар),  Никола Габровски (секретар), Козма Георгиев (секретар), Манчо Димитров, Сотир Нанев, Георги Апостолов, Йордан Мирчев, Иван Трифонов, Спиро Гайдарджиев и Тодор Хаджистоянов са членове.
Установява се, че в предходната 1928 година са създадени нови 21 братства, предимно в Петричко. В опозиция на проведените заседания застават Петър Ацев, Наум Главинчев, Иван Хаджов и Стоян Лазаров, които критикуват заемането на страна на СМЕО в конфликта във ВМРО. Самата организация открито застава на страната на михайловистите в борбата им с протогеровистите.